# روابط اندونزی و جمهوری چک
روابط اندونزی و جمهوری چک (انگلیسی: Czech Republic–Indonesia relations)، اندونزی و جمهوری چک در سال ۱۹۵۰ با یکدیگر روابط دیپلماتیک برقرار کردند. هر دو کشور توافق کردند روابط عمیقی به ویژه در بخش‌های تجاری و کسب و کار، ایجاد کنند. سفارت اندونزی در پراگ قرار دارد، در حالی که جمهوری چک یک سفارت در جاکارتا دارد که همچنین برای کشورهای برونئی، تیمور شرقی و نیز اتحادیه کشورهای جنوب شرق آسیا هم به فعالیت می‌پردازد.